# Vera Rubin
Vera Rubin (numele complet Vera Florence Cooper Rubin; n. 23 iulie 1928, Pennsylvania, SUA – d. 25 decembrie 2016, Princeton, New Jersey, SUA) a fost o femeie-savant astrofizician american, care a formulat pentru prima dată în lume problema discrepanței dintre momentului de rotație a galaxiilor și masa totală a acestor galaxii, discrepanță care a condus la formularea problemei materiei întunecate în Univers.

## Biografie
Provine din evrei originari din Imperiul Rus - tatăl Pesach Kobchefski, originar din Vilnius, Lituania, iar mama, pe nume Rose Applebaum (n. 1901), originară din Basarabia. Aceștia s-au întâlnit la firma Bell Laboratories, unde Rose a lucrat după emigrarea în SUA.
În anul 1951 și-a început studiile doctorale sub conducerea lui George Gamow la Universitatea George Washington.